# Záblesk družice
Záblesk družice nebo satelitní záblesk je úkaz způsobený reflexivními plochami (například antény nebo solárních panelů) na družici. Tyto plochy odráží sluneční světlo dopadající na povrch satelitu přímo na Zem a na nebi se jeví jako krátký, jasný záblesk. Pokud je družice, Slunce a pozorovatel ve správné pozici, pozorovatel vidí záblesk družice pouhým okem. Světelný úkaz může být jasnější než planeta Venuše a dokonce může vrhnout stín. Běžný záblesk je možné sledovat i několikrát za noc.
Záblesky ze satelitů jsou formou světelného znečištění, které může negativně ovlivnit pozemní astronomii a pozorování hvězd, ale i domorodé obyvatelstvo. Jedním z prvních známých zdrojů tohoto světelného znečištění, které vyvolalo kritiku, byla síť satelitů společnosti Iridium. Dalšími byly např. OneWeb a Starlink.

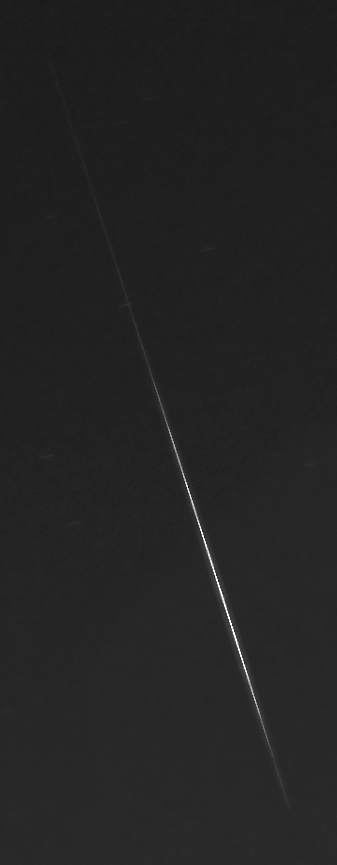
Dráha záblesku focená na dlouhou expoziční dobu

## Záblesky satelitů Iridium
Iridium Satellite LLC je síť družicových mobilních telefonů původně vybudovaná firmou Motorola. Síť tvoří 66 aktivních a 6 záložních družic.
Záblesky satelitů Iridium (též. Iridium flare) jsou záblesky způsobené odražením slunečního světla od antény družice (Main Mission Antenna). Anténa je tvořena plochou deskou o velikosti 188 × 86 × 4 cm. Každá družice sítě Iridium má tři antény rozmístěné dokola po 120° a skloněné 40° k tělu družice. Světlo se odráží od lesklého povrchu antény.
Některé z těchto záblesků jsou velmi jasné (magnitudy více než -8), dokonce tak, že mohou být vidět i ve dne, ale nejvíce okouzlující jsou v noci. Tento jev je velmi nežádoucí pro astronomy, protože záblesky mohou poničit citlivé vybavení observatoře.
Po záblesku, který trvá 5-20 sekund, je satelit stále ještě vidět. Připomíná vyhaslou hvězdu (magnituda okolo 6).

### Jak pozorovat Iridium záblesk
1. Nejprve si zjistěte jaké bude v noci počasí. Pří oblačnosti vyšší než 10% neuvidíte pravděpodobně nic.
2. Na stránkách Heavens-Above si zjistěte údaje o nadcházejícím záblesku. Začátečníkům doporučuji vyhledat záblesk s magnitudou nižší než -5.
3. Zapište si tři nejdůležitější údaje:
  1. Čas - s přesností na sekundy.
  2. Alt. (Altitude) - neboli výška nad horizontem ve stupních. 90° je nadhlavník.
  3. Azimuth - azimut, 0° je sever.
4. Vezměte si k ruce hvězdnou mapu a to nejlépe elektronickou. Pozorovateli by mohl pomoci např. program Stellarium (volně dostupné ke stažení). Podle azimutu a výšky nad horizontem zjistíte, kde se budou nalézat v daný okamžik hvězdy okolo záblesku. Tím snadno určíte polohu záblesku dle souhvězdí.
5. Vydejte se na místo s dobrým výhledem včas tak, abyste měli dostatek času. S sebou doporučuji kompas nebo buzolu, popřípadě fotoaparát, hodinky a nákres okolních souhvězdí.
6. Na nebi najděte podle souhvězdí místo výskytu záblesku a několik sekund před zábleskem spatříte rychle letící lehce zářící bod. Ten se postupně rozzáří. Po dosažení maximálního svitu začne opět hasnout až se vám ztratí z očí.